# Ishme-Dagan
Ishme-Dagan fue el cuarto rey de la Primera Dinastía de Isin, según la Lista Real Sumeria. 

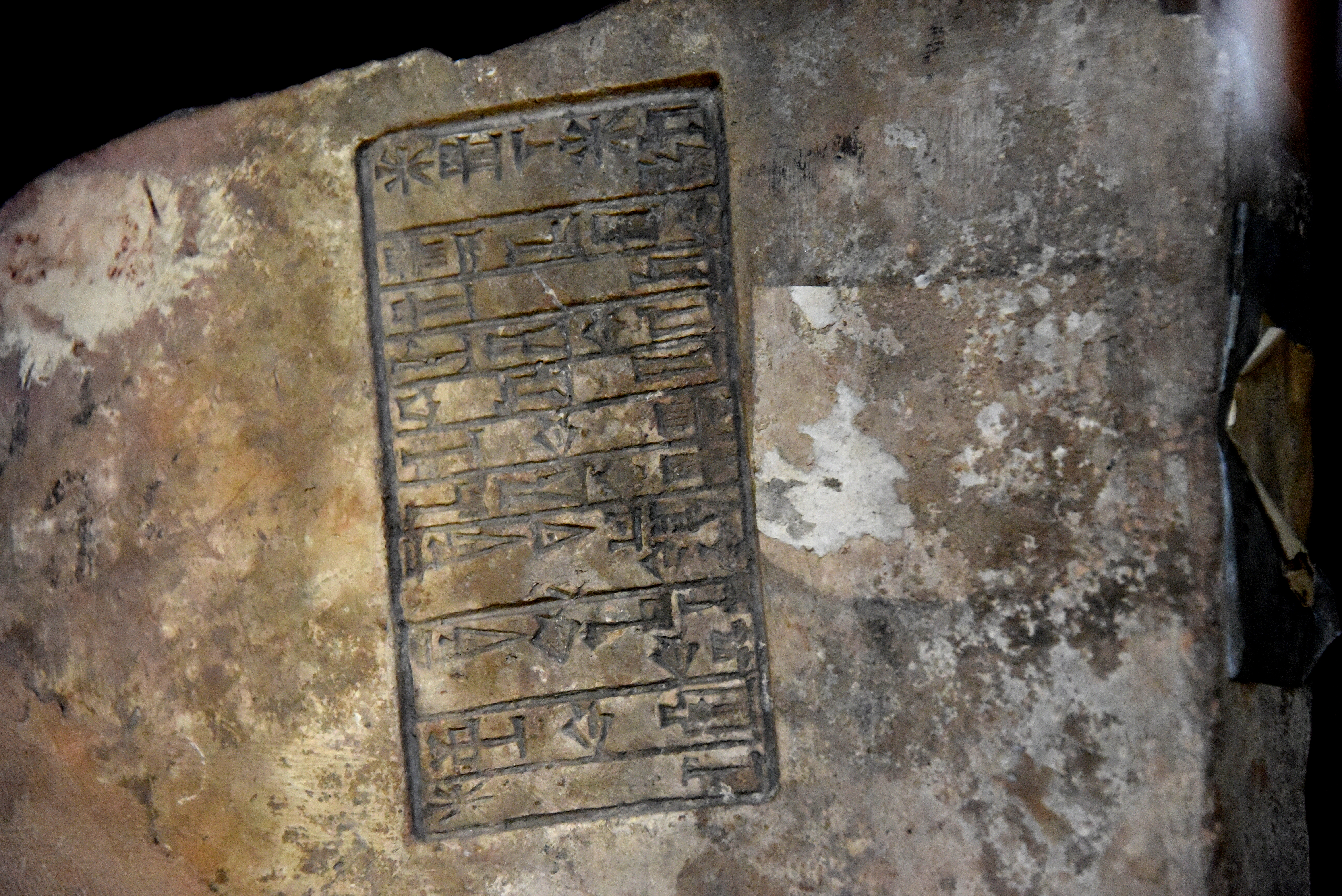
Ladrillo estampado con el nombre de Ishme-Dagan, rey de Isin, Período Isin-Larsa, de Ur, British Museum.

Era hijo de Iddin-Dagan, a quien sucedió. Gobernó ca. 1889–1871 a. C. (cronología corta) o ca. 1953-1935 a. C. (cronología media). 

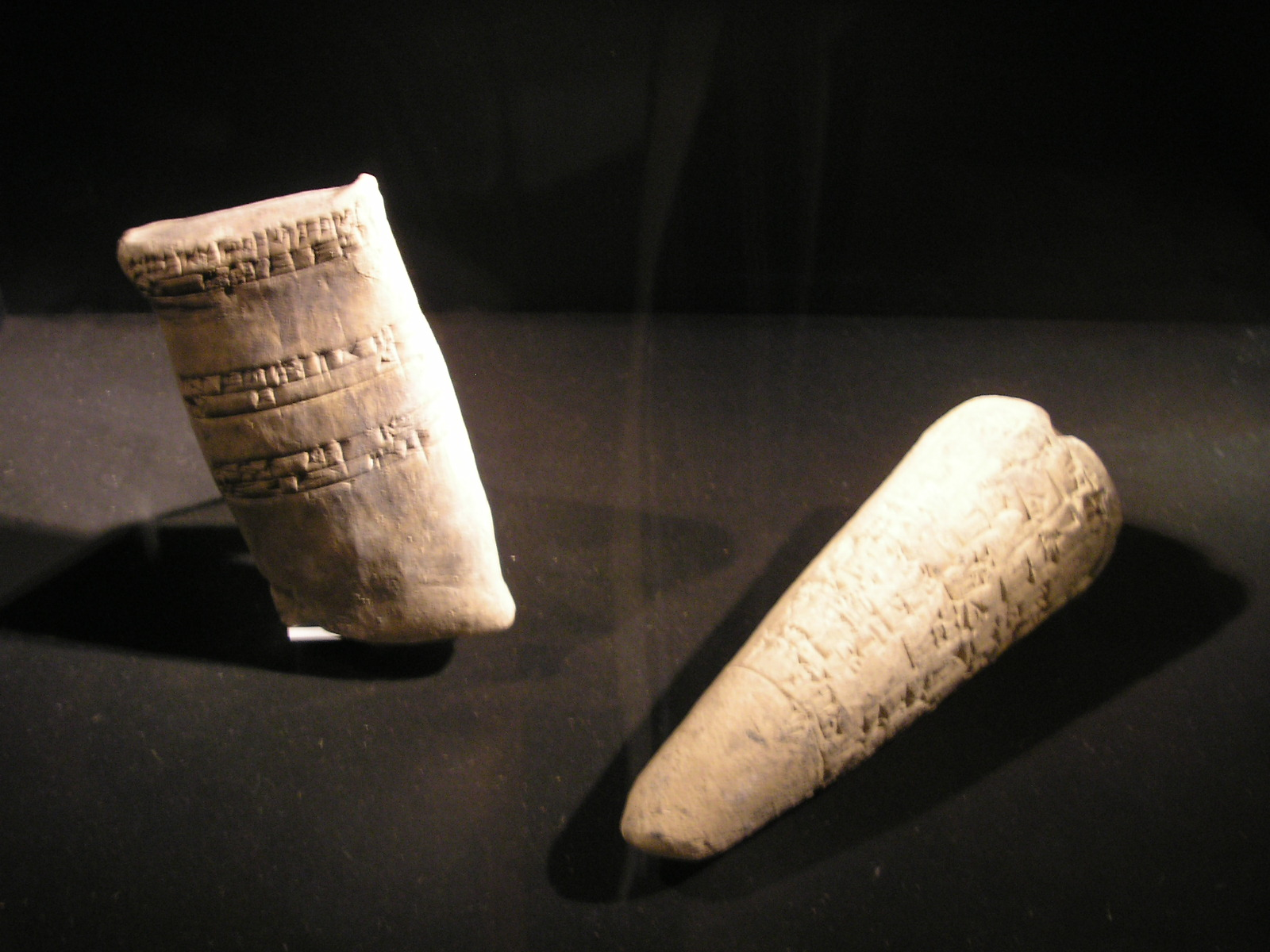
Izq: Tablilla cuneiforme de arcilla. Antigua Babilonia, 1900-1700 a. C. Der: Piedra fundacional cuneiforme sumeria. Este cono de arcilla estaba incrustado en una pared y contiene la escritura de fundación de las murallas de la ciudad de Isin (Tell Bahriyat) por el rey Ishme-Dagan de Isin.

Le sucedió Lipit-Ishtar que fue uno de los reyes que restauraron el Ekur.